# Veronica Ewers
Veronica Ewers, née le 1er septembre 1994 à Moscow, est une coureuse cycliste professionnelle américaine, membre de l'équipe EF Education-Tibco-SVB.

## Biographie
Originaire de l'Idaho, elle étudie à l'Université Willamette de Salem en Oregon, où elle pratique le football en troisième division. Elle en sort diplômée en espagnol et en anthropologie. Elle débute le cyclisme en 2019 à Washington, à la Fount Cycling Guild, où elle côtoie notamment Jennifer Wheeler, professionnelle chez Tibco en 2011-2012,.
Ewers obtient son premier résultat significatif en 2021 aux championnats des États-Unis sur route à Knoxville, dont elle prend la troisième place. À la suite de ce podium, EF Education-Tibco-SVB lui offre une invitation au sein de son effectif pour la Joe Martin Stage Race, qu'elle termine à la deuxième place, après être montée sur le podium de chacune des étapes. Elle signe alors son premier contrat professionnel, en août 2021.
Pour sa première course en Europe, le Tour de l'Ardèche, elle se montre à son avantage en multipliant les tops 10 et en terminant à la 5e place au classement général.
L'année suivante, elle s'impose en solitaire sur la dernière étape du Festival Elsy Jacobs, avant de prendre la 2e place de l'Emakumeen Nafarroako Klasikoa le 10 mai 2022, puis de remporter la Classique féminine de Navarre le lendemain.

## Palmarès

### Par années
- 2021
  - 2e de la Joe Martin Stage Race
  - 3e du championnat des États-Unis sur route
- 2022
  - Classique féminine de Navarre
  - 2e étape du Festival Elsy Jacobs
  - 2e de l'Emakumeen Nafarroako Klasikoa
  - 2e du Festival Elsy Jacobs
  - 2e de la Durango-Durango Emakumeen Saria
  - 2e du Tour d'Émilie
  - 2e des Trois vallées varésines
  - 5e du Tour de Romandie
  - 8e du Women's Tour
  - 9e du Tour de France
  - 10e du Tour du Pays basque
- 2023
  - 4e du Tour d'Italie

### Résultats sur les grands tours

#### Tour de France
2 participations
- 2022 : 9e
- 2023 : non partante (7e étape)

#### Tour d'Italie
2 participations
- 2023 : 4e
- 2025 : 87e

#### Tour d'Espagne
2 participations
- 2023 : 17e
- 2024 : 46e

### Classements mondiaux
| Année                                 | 2021 | 2022 | 2023 | 2024 |
| ------------------------------------- | ---- | ---- | ---- | ---- |
| Classement UCI                        | 111e | 22e  | 90e  | nc   |
| UCI World Tour                        | 125e | 31e  | 56e  | 317e |
|                                       |      |      |      |      |
| Légende : nc = non classéSource : UCI |      |      |      |      |